# Майне, Клаус
Кла́ус Ма́йне (нем. Klaus Meine; род. 25 мая 1948, Ганновер) — немецкий рок-музыкант, певец, гитарист и поэт-песенник, вокалист группы Scorpions. Автор одной из самых известных песен группы «Wind of Change», а также автор текстов практически всех песен группы.

## Биография

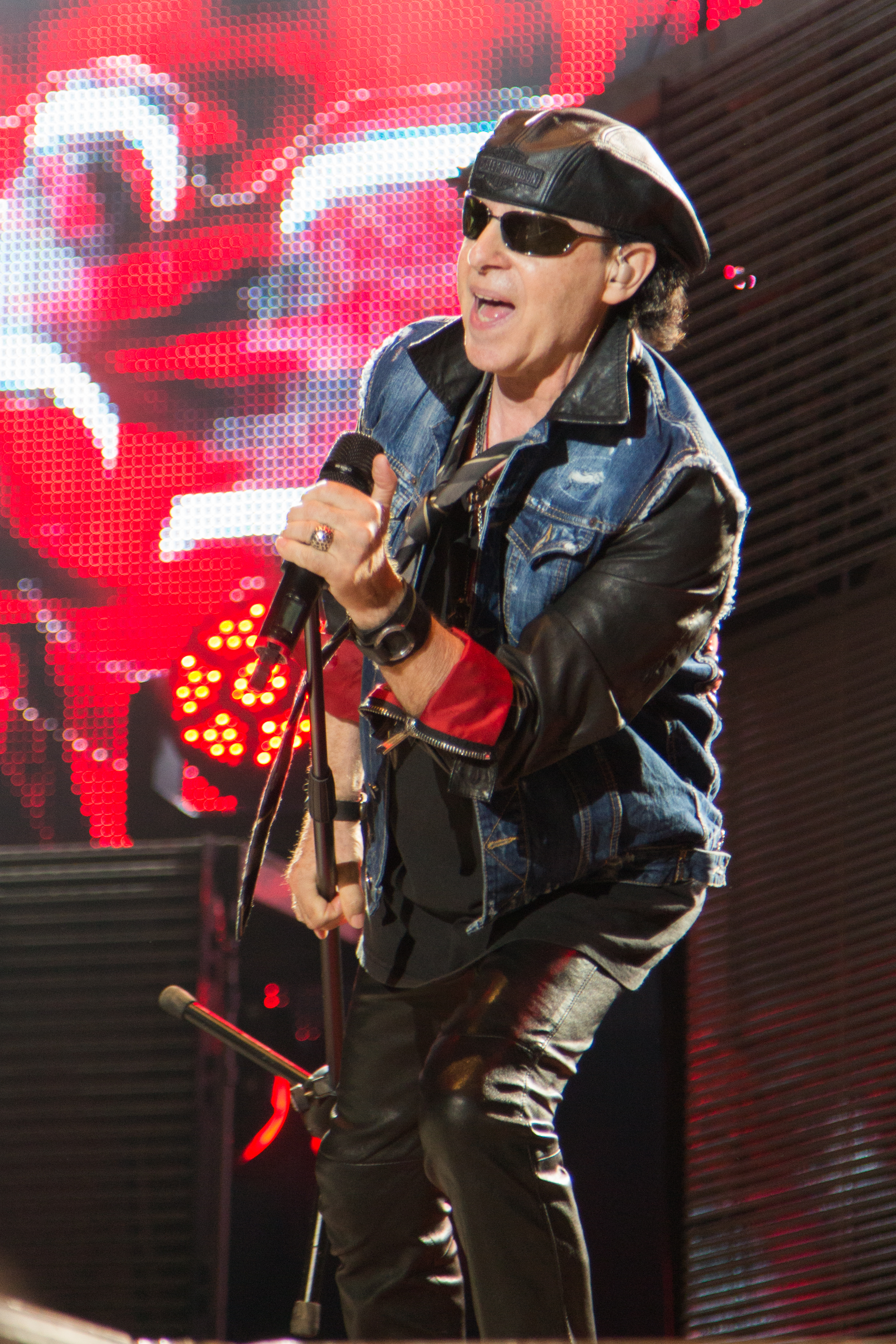
Майне в 2014 году

Клаус Майне родился 25 мая 1948 года в Ганновере, в семье немецких рабочих. Отец Клауса в период Второй мировой войны работал в Красном Кресте. В юности Клаус был увлечён музыкой The Beatles и Элвиса Пресли, как и многие молодые люди эпохи «сексуальной революции» 1960-х годов. Это страстное увлечение англоязычной рок-музыкой переросло в профессиональные занятия по вокалу, а затем и успешную карьеру вокалиста.
Разглядев в сыне тягу к творческой самореализации, родители купили ему гитару, которую он освоил всего за два месяца. Во время курса самообучения Майне также посещал и уроки пения. У его первого преподавателя вокала была крайне действенная методика обучения: когда он не мог взять ноту, учитель колол Клауса иголками.
После получения в 1964 году аттестата о среднем образовании, амбициозный юноша поступил в местный дизайнерский колледж, по окончании которого он непродолжительное время подрабатывал водителем и пел в коллективах «The Mushrooms» и «Copernicus».
Будучи студентом, вокалист познакомился с гитаристом Рудольфом Шенкером, который предложил голосистому Майне объединиться для создания собственной группы. В тот момент Майне посчитал затею пустой тратой времени и отказался. После распада Copernicus Клаус Майне принял предложение Рудольфа Шенкера и вместе с основавшим группу Михаэлем Шенкером присоединился к набиравшему популярность музыкальному коллективу Scorpions.
Вместе со Scorpions Майне прошёл период становления музыкального стиля группы, записывая все более тяжелые альбомы. Настоящий прорыв случился в 1979 году, когда пластинка Lovedrive успешно покорила музыкальные хит-парады США.
В 1981 году «Scorpions» были на пике популярности, но перед записью альбома Blackout у Клауса начались проблемы с голосом. Поначалу считавшаяся обычной простудой болячка, на обследовании оказалась грибком голосовых связок. Вокалист хотел оставить «Scorpions», чтобы не мешать их триумфу, но участники музыкального коллектива уговорили Майне не рубить с плеча и вернуться к ним после полного выздоровления.
После двух операций и почти года реабилитации он снова вернулся в группу. В итоге альбом Blackout стал одним из самых успешных в истории группы, попав на 10 место чарта Billboard, а композиция «No one like you» стала первой в Mainstream Rock Chart.
Через два года на прилавках появилась пластинка Love at First Sting. Ставший платиновым альбом включал в себя такие хиты, как «Rock You Like a Hurricane», «Bad boys running wild», «Coming home», «Big city nights» и «Still Loving You».
Майне принимал участие в записи всех альбомов группы, несмотря на то, что присоединился к Scorpions только через четыре года после основания группы. Вместе с Рудольфом Шенкером Клаус выступил автором большинства песен группы, в том числе наиболее успешной песни группы — «Wind of Change».
В 2006 году Клаус Майне занял 22-е место в рейтинге 100 лучших метал-вокалистов всех времён по версии американского журнала Hit Parader.

## Личная жизнь
Женат с 1977 года на Габи Майне (1955 г. р.). Имеет сына Кристиана (р. 1985).
Увлекается футболом, теннисом (однажды озвучивал мысль стать тренером по теннису в случае ухода из музыки). Болеет за немецкий клуб «Ганновер 96».
На сцене в течение многих лет носит берет с кокардой, установленной слева от центра.

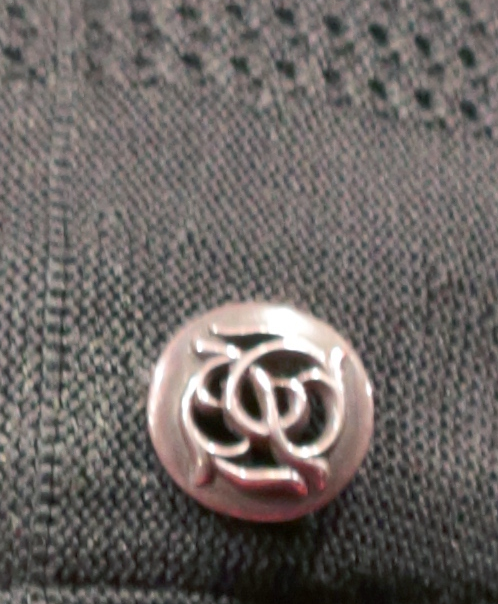
Кокарда на берете Клауса Майне